# Fernand Point

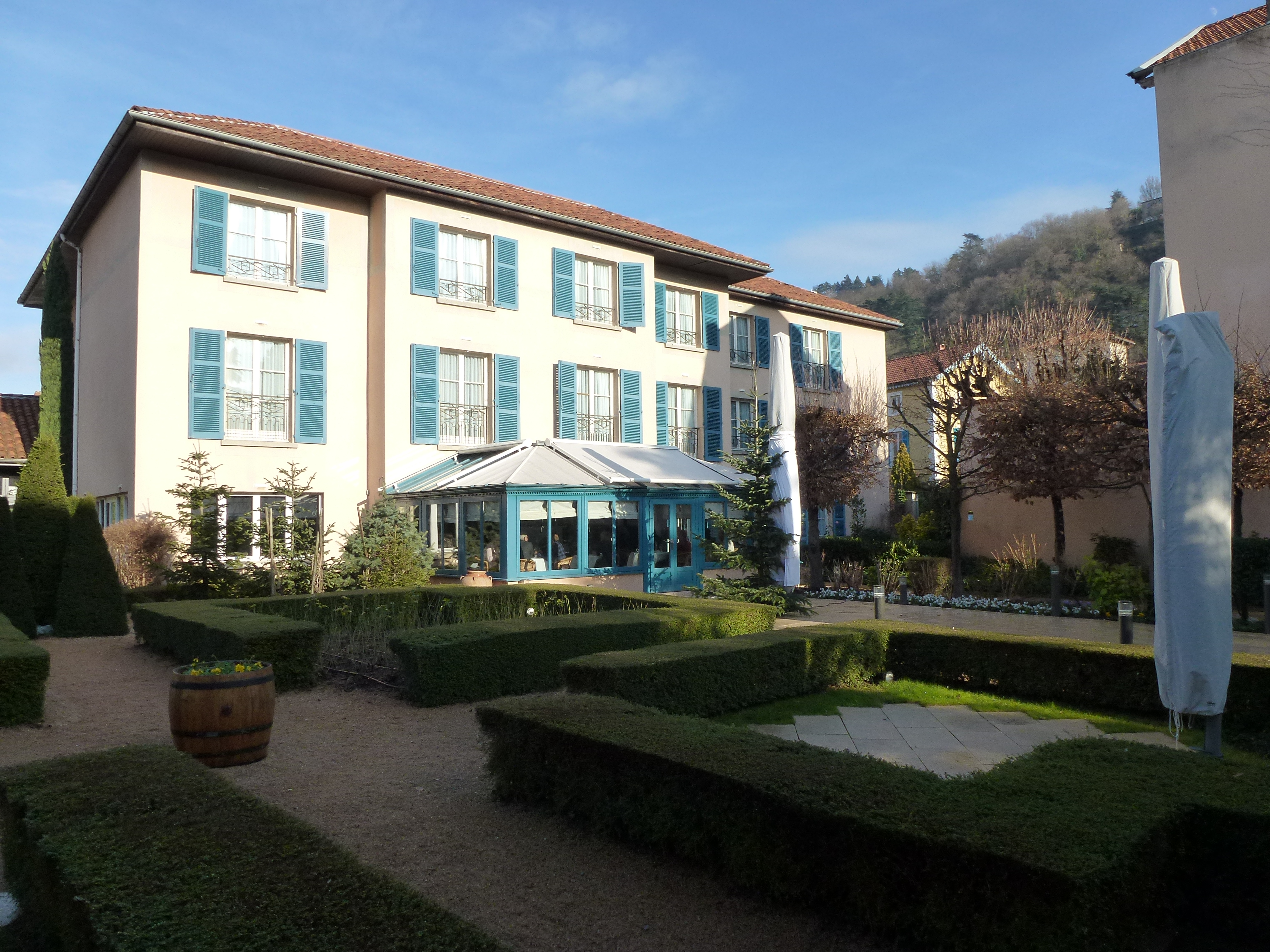
Restaurant La Pyramide

Fernand Point (* 25. Februar 1897 in Louhans; † 4. März 1955 in Vienne) war ein französischer Koch und wird als einer der Väter der Nouvelle Cuisine angesehen.

## Leben
Seine Familie betrieb ein Gasthaus in Louhans, in dem er mit zehn Jahren mit dem Kochen begann. Dann zog er nach Paris und arbeitete in einigen der besten Restaurants, auch mit dem Vater von Paul Bocuse im Hôtel Royal in Évian-les-Bains.

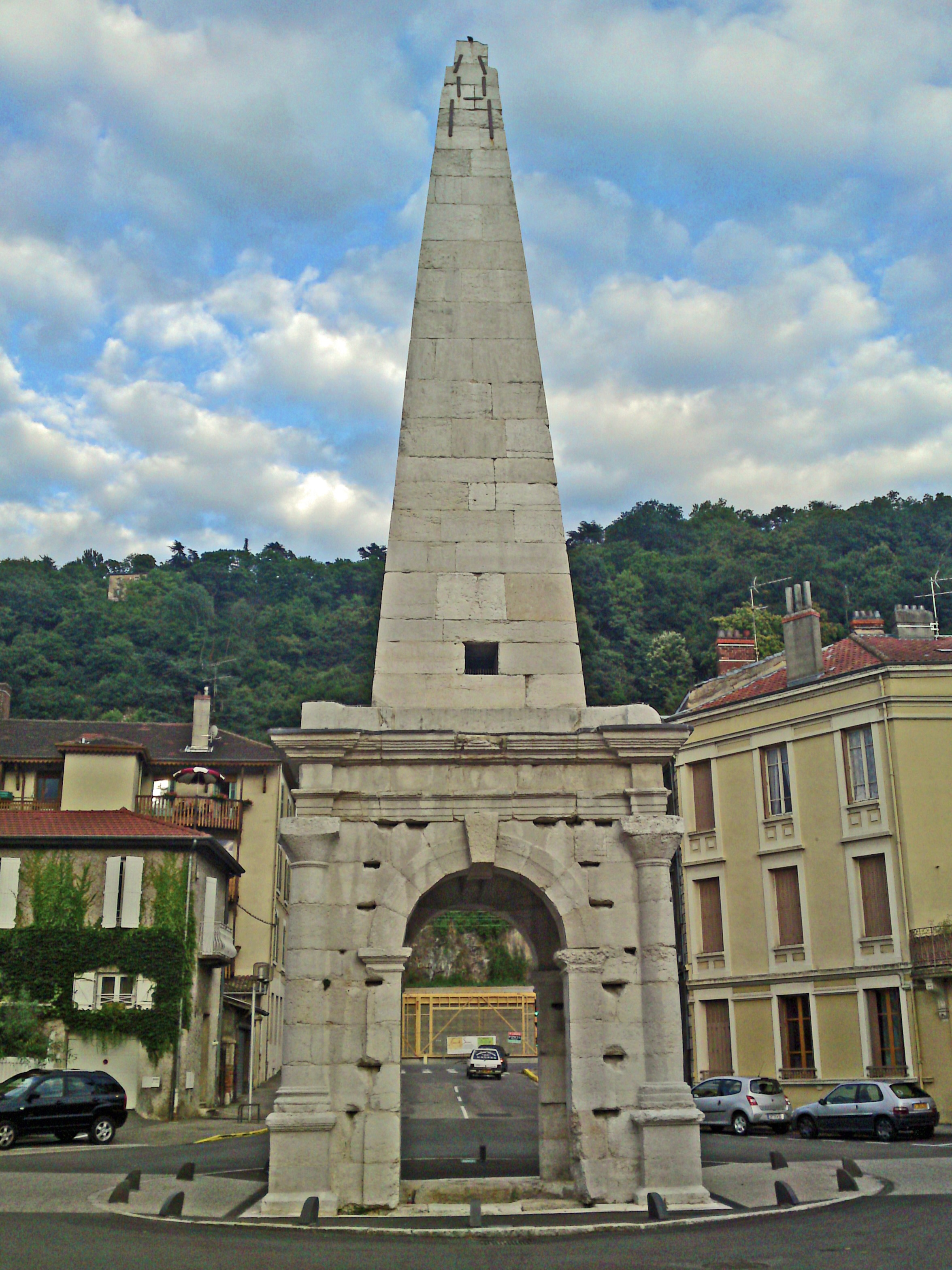
Die namensgebende Pyramide in Vienne

1922 erwarb sein Vater (1873–1925) ein Restaurant in Vienne, das Fernand Point 1924 übernahm. Er vergrößerte das Restaurant und benannte es La Pyramide, nach dem 70 Meter entfernten antiken Obelisk von Vienne.
1931 wurde sein Restaurant mit zwei Michelinsternen ausgezeichnet, 1933 mit drei, als einer der 23 ersten Restaurants neben denen von Eugénie Brazier und Marie Bourgeois. 1931 heiratete er Marie-Louise Paulin (1898–1986).
Zu seinen Schülern zählten Paul Bocuse, Alain Chapel, Louis Outhier, François Bise sowie Jean und Pierre Troisgros.
Er brach mit den Traditionen Escoffiers, indem er beispielsweise seine Küche verließ, um mit Gästen zu plaudern. Bei einer Größe von 1,92 m wog er bis 165 kg und hatte 169 cm Bauchumfang, den er in Anlehnung an seinen täglichen Champagnerkonsum von einer Flasche „Magnum“ nannte.
Folgendes Zitat stammt von ihm, das dem Genussverständnis jener Zeit entsprach:

„Du beurre, du beurre, du beurre!“

„Butter, Butter, Butter“

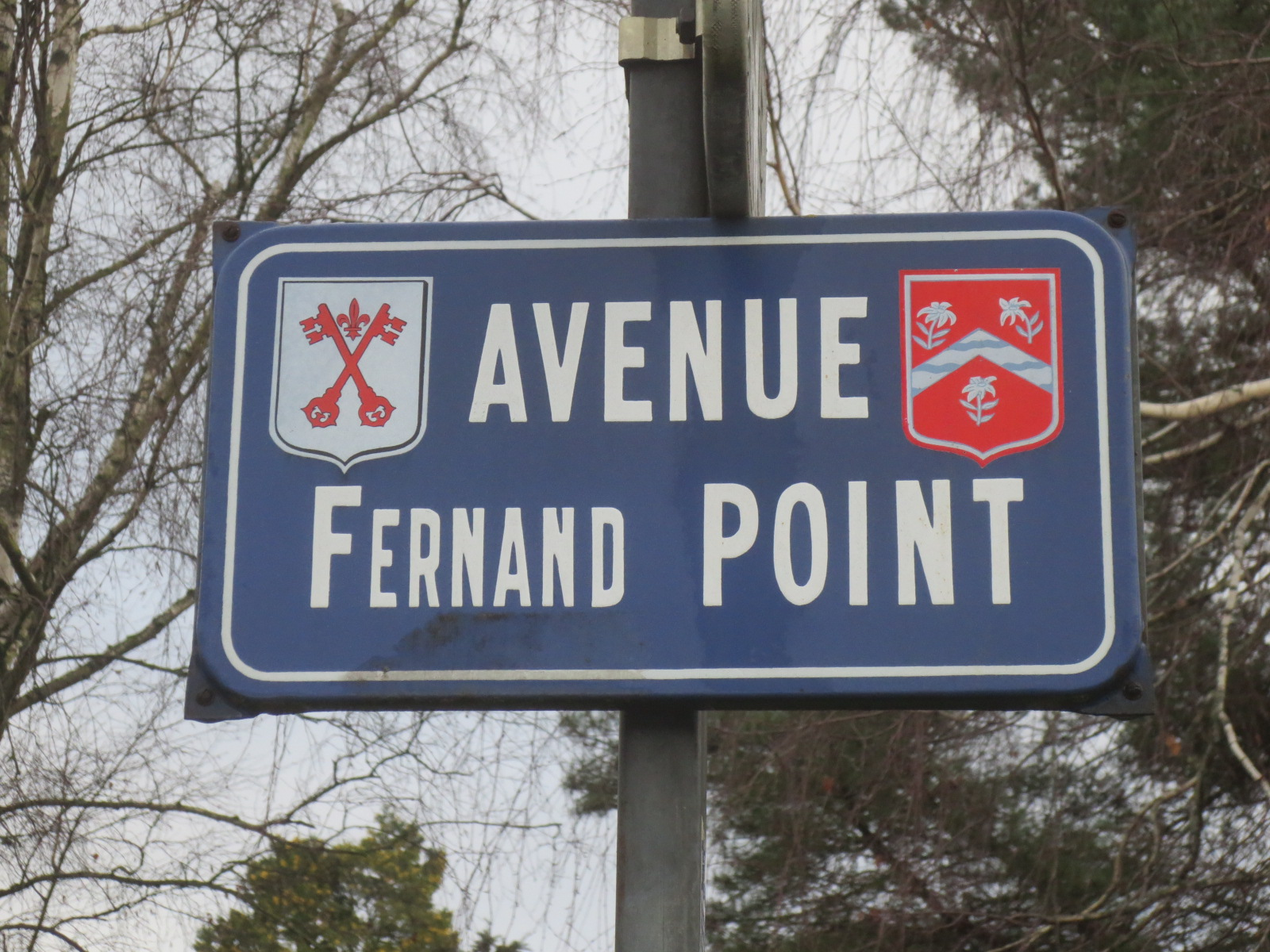
Avenue Fernand Point in Beaune

Das Restaurant La Pyramide wurde unter der Restaurantleitung von Marie-Louise Point bis zu ihrem Tod 1986 weitergeführt und wurde weiter mit drei Michelinsternen ausgezeichnet. Es existiert bis heute und hat seit 1992 zwei Michelinsterne.
Die Straße, an dem das Restaurant liegt, wurde Boulevard Fernand Point benannt. Auch in Beaune trägt eine Avenue seinen Namen.
Sein Kochbuch Ma Gastronomie erschien 1969 posthum. Der US-amerikanische Spitzenkoch Charlie Trotter (1959–2013) sagte zu dem Buch:

„Wenn jemand alle meine Kochbücher bis auf eines wegnehmen würde, würde ich Fernand Points Ma Gastronomie behalten. Für mich hat seine Philosophie vermittelt, worum es in der Küche geht: Großzügigkeit und ein großes Herz. Point sagte, dass man in diesem Bereich nicht tätig sein kann, wenn man kein großzügiger Mensch ist.“

## Auszeichnungen
- 1931: Zwei Michelinsterne
- 1933: Drei Michelinsterne[6]

## Buch
- Ma Gastronomie. Xs Books, 1969, ISBN 978-0-89508-025-7.[13][14]